# Sluneční hodiny (album)
A Sluneční hodiny a Synkopy 61 cseh rockegyüttes harmadik stúdióalbuma. Az együttes hatodik hanghordozójaként 1981-ben jelent meg. A hangfelvételek 1981 nyarán készültek. 1999-ben és 2007-ben CD-n is kiadták.

## Az album dalai
A oldal:
1. Introdukce
2. Hůl v slunečních hodinách
3. Jsi nádherně pravěká
4. Intermezzo

B oldal:
1. Černý racek
2. Klávesové extempore
3. Vodopád
4. Toulka je oblá

## Fordítás
Ez a szócikk részben vagy egészben a Sluneční hodiny (album) című cseh Wikipédia-szócikk fordításán alapul.  Az eredeti cikk szerkesztőit annak laptörténete sorolja fel. Ez a jelzés csupán a megfogalmazás eredetét és a szerzői jogokat jelzi, nem szolgál a cikkben szereplő információk forrásmegjelöléseként.